# 巴奇夫
49°32′26″N 24°39′10″E / 49.54056°N 24.65278°E

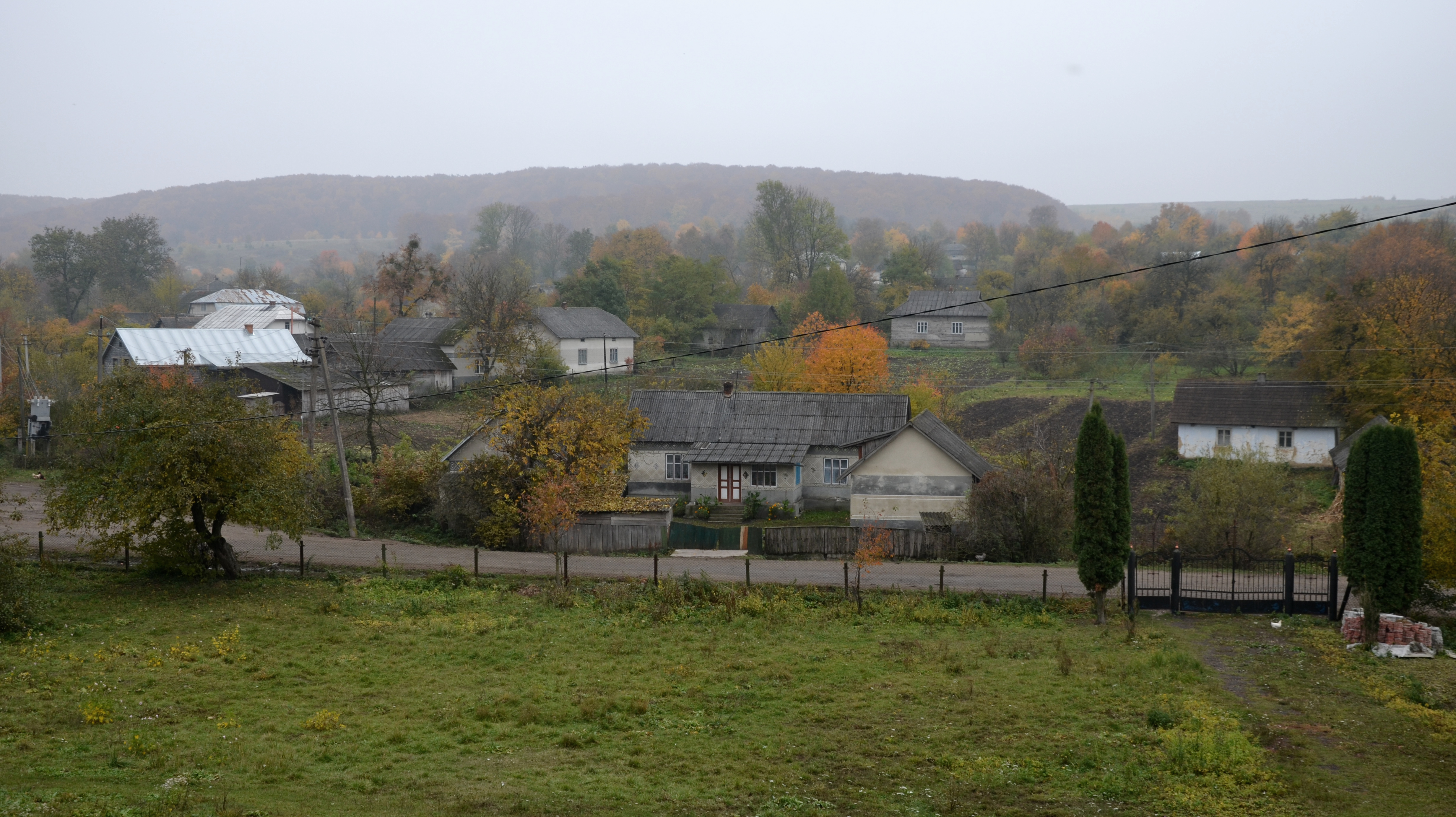
2013年的巴奇夫

巴奇夫（烏克蘭語：Бачів），是烏克蘭西部的村莊，隸屬利維夫州的利維夫區。該村距離佩列梅什利亞內18公里，面積3.12平方公里，2001年人口569。